# 志位和夫
志位 和夫（しい かずお、1954年〈昭和29年〉7月29日 - ）は、日本の政治家。日本共産党所属の衆議院議員（11期）、日本共産党中央委員会議長（第4代）。
1990年から2000年まで日本共産党中央委員会書記局長を、2000年から2024年まで日本共産党中央委員会幹部会委員長（党首）を歴任した。

## 経歴

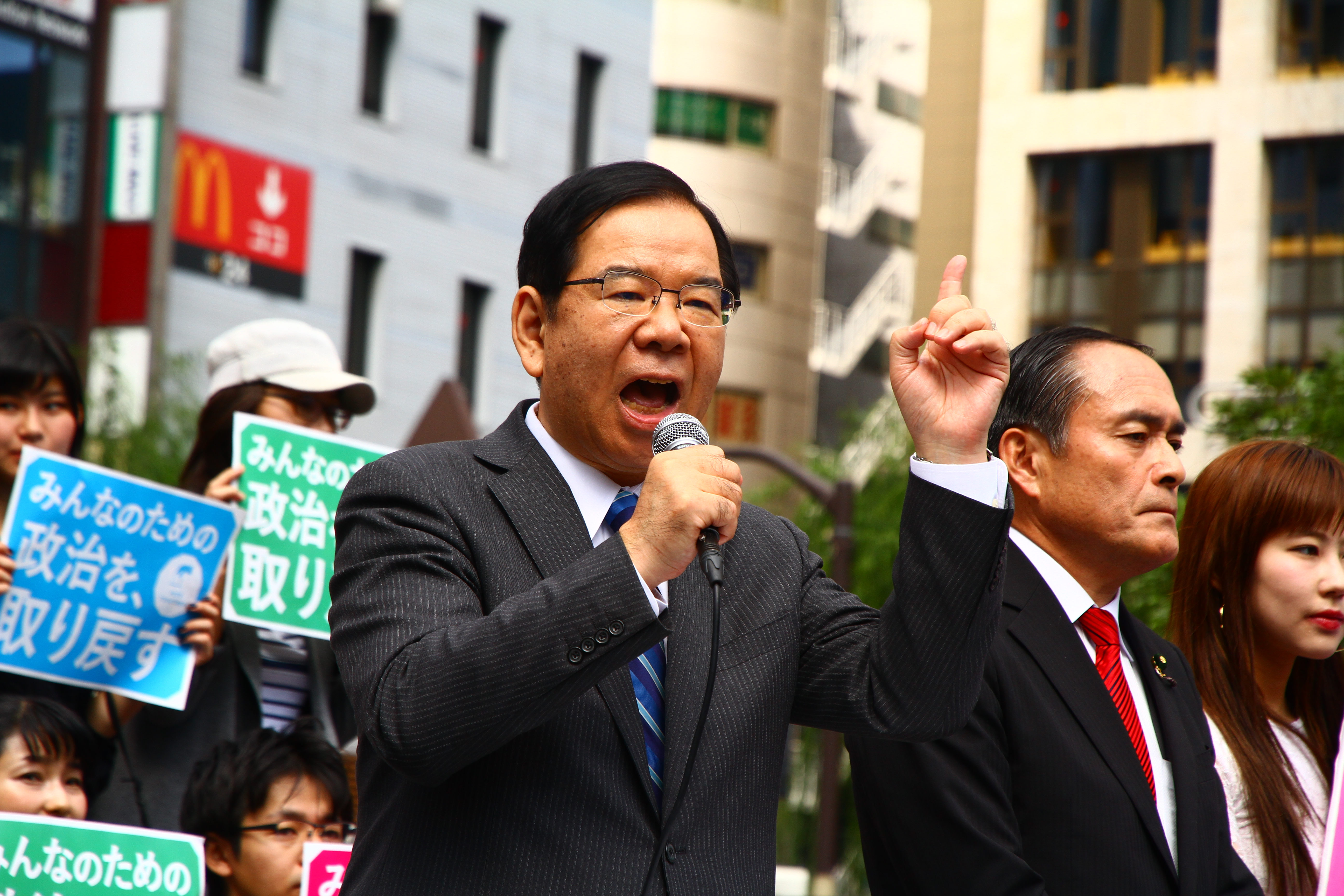
2017年10月、新橋駅前で演説する志位（左）。右隣は社会民主党党首・吉田忠智

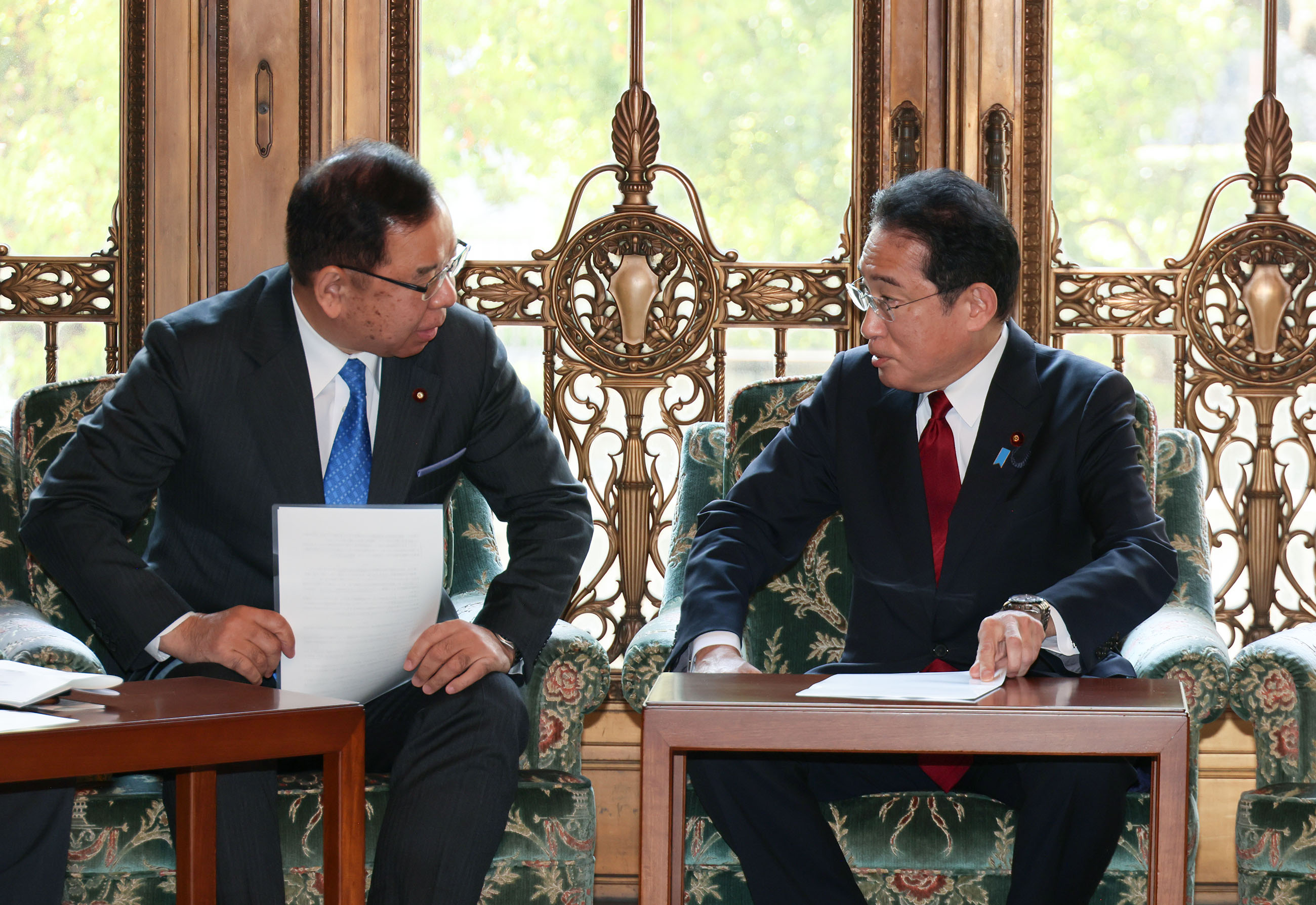
2022年3月、国会内で内閣総理大臣・岸田文雄に提言する志位（左）。

千葉県印旛郡四街道町生まれ。千葉大学教育学部附属小学校、千葉大学教育学部附属中学校、千葉県立千葉高校、東京大学工学部物理工学科卒業。
大学1年生の時、小選挙区制反対運動をきっかけに日本共産党に入党した。宮本顕治の長男・宮本太郎の家庭教師を務めていた。大学卒業後、党東京都委員会に就職、早稲田大学などの青年学生運動を担当。1982年（昭和57年）から日本共産党中央委員会で勤務した。
伊里一智が1985年（昭和60年）の日本共産党第17回大会に際して、東京都大会で代表となり中央委員会への批判を公表した。日本共産党中央委員会議長を務めていた宮本顕治の辞任を要求し、減少していた共産党の党勢を「立て直そう」と提案する。これが所属の支部で可決され都大会の代議員として選出されるべく、東大大学院の他の支部にも働きかけ、6割の支持を得て可決された。これに対し、当時日本共産党中央委員会青年学生対策委員だった志位和夫は宮本顕治の直接の指示を受け、党の規律に背いて他の代議員に対し働きかけた分派活動と断定し伊里を1986年（昭和61年）に日本共産党から除名し追放した。志位はこの時に出した論文「変節者のあわれな末路」において伊里を徹底的に批判した。1987年（昭和62年）の第18回党大会で准中央委員に選出され、1988年（昭和63年）に書記局員に任命された。
1989年（平成元年）に党中央委員に昇格、1990年（第19回党大会）で中央委員に再選され、第1回中央委員会総会で当時35歳の若さで党書記局長になる。この時以降、党幹部としてマスメディアに積極的に登場するようになった。
それまで議席を持たない非国会議員であったが、1993年（平成5年）の第40回衆議院議員総選挙に旧千葉1区より出馬して初当選して衆議院議員となった。1996年（平成8年）の第41回衆議院議員総選挙以降比例南関東ブロック単独で連続当選。
2000年（平成12年）の第22回党大会から不破哲三の後任として党委員長となった。2001年（平成13年）の第19回参議院議員通常選挙で党のTVCMに出演。「身の引き締まる思い」と言いながらズボンのベルトを締めると胸が風船のように膨らむというコミカルなCMで話題になった。
2006年（平成18年）、日本共産党の委員長として初めて韓国を訪問。日本統治時代に政治犯を収容した西大門刑務所跡の歴史館を日本の政治家として初めて視察し、追悼碑に献花をした。その際、歴史館館長と会談をし「日本共産党は当時から朝鮮愛国者の独立の闘いに連帯しており、韓国とはこれまでいろいろな事情で交流できなかったが、歴史認識は同じであり、これからは交流をしていきたい」と話した。
2008年（平成20年）10月、ニコニコ動画に「志位和夫チャンネル」を開設した。2010年（平成22年）4月、歴代党委員長の中で初めて訪米した。
委員長就任以来、森内閣、小泉内閣、第1次安倍内閣、福田康夫内閣、麻生内閣と続いた歴代の自公連立政権を批判してきたが、2009年（平成21年）の第45回衆議院議員総選挙で民主党・国民新党・社民党連立による鳩山由紀夫内閣への政権交代が起きた。これに対して志位は「良いことには協力し、悪いことには反対する」という「建設的野党」の立場で臨むとした。2010年（平成22年）5月28日に鳩山内閣が沖縄県の在日米軍普天間基地の辺野古への移転を認める日米共同声明を出すと「県外・国外という自らの公約への裏切り」「県民の総意踏み付け」と批判した。TPP参加問題に関しては、国家の経済主権に関わる問題として、当初より「売国」や「亡国」などの表現を使い、鳩山内閣に続いて成立した民主党政権の菅内閣及び野田内閣のTPP参加方針を批判した。また野田内閣下で合意された消費税増税を含む「社会保障と税の一体改革」に関する民主党・自民党・公明党による三党合意を「議会制民主主義を蹂躙する暴挙」と批判した。
2012年（平成24年）12月の第46回衆議院議員総選挙により自公連立政権の安倍内閣に戻ったが、引き続き野党の立場をとった。アベノミクスについては「国民の所得を良くし、内需を良くする矢は一本もない」として「毒矢」と批判。特定秘密保護法は憲法の平和主義・国民主権・基本的人権に反している違憲立法として批判した。消費税8％への増税も批判した。テロ等準備罪（共謀罪）についても「内心を処罰するもの」「監視社会になる」として批判した。2016年（平成28年）の年金改革法案は「物価が上がったとしても、賃金が下がった場合に年金を下げるという、現行の年金制度の根幹を大きく変える」として批判し、TPP承認案・関連法案は「トランプ氏は2国間FTA（自由貿易協定）を言っており、日米FTAの交渉になった場合、この譲歩したところがスタートラインになって更なる譲歩が迫られる」と批判した。
安倍政権の政策の中でも2015年（平成27年）の安全保障関連法は「戦争法」として特に強く批判しており、これを機に同法廃止に向けて野党が結集すべきことを提唱し、民主党をはじめとする他野党との選挙協力を推進するようになった（野党と市民の共闘）。
岡田克也に次いで蓮舫代表が率いる民進党と共闘を推進したが、2017年（平成29年）9月に日本共産党との共闘に否定的な前原誠司が民進党新代表に就任し、第48回総選挙を前に前原は希望の党との合流を前提に民進党候補を擁立しないことを決定した。これについて志位は「安保法制＝戦争法を容認する希望の党は自民党の補完勢力」としたうえで、前原の決定を「2年間の共闘の積み重ねを否定する重大な背信行為」と批判した。以後はその騒動で民進党から分裂した立憲民主党などと共闘関係を継続した。
2018年（平成30年）3月には立憲民主党などとともに「原発ゼロ基本法案」を共同提出した。同法案について「野党共闘の柱にしっかり座った」と述べた。
2020年（令和2年）に政権が安倍内閣から菅義偉内閣に変わった後も野党の立場を取り「『安倍政権は戦後最悪の反動政権だ』と批判してきたが、後任者はその強権ぶりでは前任者を上回る姿を早くもあらわにした」「正面から対決していきたい」と述べている。菅内閣のコロナ対策について科学に基づかず、Go To キャンペーンと自己責任論に固執し、東京オリンピック開催を強行したとして批判している。
岸田内閣に変わった後も野党の立場を取り、2021年（令和3年）10月8日、岸田文雄の主張する「新しい資本主義」は「アベノミクスの三番煎じ」と断じ、反省が全くないのが特徴と批判した。
2021年（令和3年）10月31日の第49回衆議院議員総選挙においては立憲民主党・社会民主党・れいわ新選組との間で「安保法制の廃止と立憲主義の回復を求める市民連合」が作成した野党共通政策で合意し4党で野党共闘を組んで政権交代を目指すも、自民、公明両党に敗れて政権交代に失敗し、日本共産党の議席は10議席に減ったが、志位は「方針は正確だった」「責任はない」として委員長辞任は拒否した。
2022年（令和4年）6月7日、在日本スウェーデン大使館による目前の第26回参議院議員通常選挙に向け各党の政策について聞いているという要請に応じ、党本部でスウェーデン駐日大使のペールエリック・ヘーグベリの訪問を受け、懇談した。懇談では、ロシアのウクライナ侵略、日本の政治情勢、東アジアの平和、ヨーロッパの平和、核兵器禁止条約と核不拡散条約、ジェンダー平等など、テーマが多岐にわたったとし、志位はそれぞれについての党の立場を説明した。
2023年（令和5年）6月24日、委員長就任から20年以上が経過することを問題視する指摘に対し、「共産党そのものに対する攻撃」と突っぱねた。現在も党員による委員長選出は行われていない。
2022年分の国会議員の所得等報告書によると与野党8党首の中で前年の5位から順位を上げ、2年連続トップである岸田文雄首相（自由民主党総裁）の3864万円に続いて自身が2051万円と2位になった。歳費などに加え「印税他」として274万円を計上し、同年に出版した党綱領の解説本の印税収入が大半だとしている。
2024年1月18日、日本共産党第29回大会で委員長を退任し、参院議員の田村智子政策委員長を後任に充てる人事を決定した。委員長の交代は23年ぶりで、田村は同党初の女性党首となる。志位は、不破哲三前議長の退任以降空席となっていた中央委員会議長に就任し 党の日常的な意思決定を行う常任幹部会委員を引き続き兼務する。

## 主張

### アメリカに対する見解
軍事同盟である日米安全保障条約の破棄を目指し、代わりに「対等・平等の日米友好条約」を締結したいとしている。また「米国の誤った政策には厳しく反対するが、『独立宣言』に発する偉大な民主主義の歴史と伝統に対しては深い敬意を持っている」と述べており、「反米主義」ではないとしている。
アメリカを「帝国主義」と批判しているが、バラク・オバマが大統領に就任して核廃絶の方針を訴えると手紙を送るなどアメリカへの歩み寄りの姿勢を示すようになった。2010年4月から5月にかけて日本共産党党首として初訪米。その訪米についての党への報告の中で訪米に踏み切った理由について「米国は、かつては日本共産党員の入国が許されない時期もあり、1980年代までは入国それ自体が困難だったが、米国社会は変化しつつあり、“反共の壁”も崩れつつある。その変化はオバマ政権では特に進んだと思う。私たち自身も綱領を今の世界にふさわしく発展させ、植民地体制が崩壊した21世紀の世界のもとでは、独占資本主義の国だから、帝国主義の国になるとはいえない、帝国主義かどうかは、その国のとっている現実の政策と行動で判断すべきだというように、帝国主義論を発展させた。その時、米国については、その世界政策を分析して、まぎれもなく帝国主義との判断をしたが、同時にその米国も将来にわたって固定的に見ないことを確認した。米国であっても、世界の平和や進歩の流れのもとで、前向きの態度を部分的にとることもありうるだろう。そうした変化が起こった時には、『複眼』でとらえ、覇権主義の政策と行動は厳しく批判するが、前向きの変化はしっかりとらえて対応するという方針を確認した。米国についてより事実に即した原則的かつ柔軟な見方が可能となり、オバマ政権のもとでの変化への対応が可能となり、訪米に結びついた」と説明した。
2019年11月4日の第8回中央委員会総会では「アメリカの軍事的覇権主義が突出した危険を持っていることは疑いない」としつつも「中露両国による覇権主義も台頭し、それぞれが覇権主義的な国際秩序の押しつけを図っている」と述べ、綱領の「アメリカの覇権主義的な世界支配を許さず」という記述を「どんな国であれ覇権主義的な干渉、戦争、抑圧、支配を許さず」に変える改正を提案。米国名指しをやめたことについて米国批判のトーンを弱めたと報道された。

### 中国に対する見解
2004年（平成16年）改正の日本共産党の綱領には中華人民共和国について「社会主義をめざす新しい探究が開始された国」という評価があったが、2017年（平成29年）1月の第27回大会において志位は近年の同国の国際的動向には、核兵器問題、東シナ海・南シナ海での力による現状変更をめざす動き、国際会議の民主的運営をふみにじるやり方などから「新しい大国主義・覇権主義」が見えるとし、これが今後も拡大していくなら「社会主義への道から決定的に踏み外す危険がある」と警鐘をならした。また中国政府の弾圧を受けていた民主化運動家劉暁波がノーベル平和賞を受賞した際には「中国における政治体制の問題として、将来的には、どのような体制であれ、社会に本当に根をおろしたと言えるためには、言論による体制批判に対しては、これを禁止することなく、言論で対応するという政治体制への発展を展望することが、重要だと考えるという立場を、1998年の中国共産党との関係正常化以降、中国にたいしてたびたび率直に伝えてきた。」と述べた。2019年-2020年香港民主化デモの最中の2019年（令和元年）11月14日には中国政府や香港政府への抗議運動に対する香港警察の弾圧を批判する声明「香港での弾圧の即時中止を求める」を出した。
同年11月4日の第8回中央委員会総会では中国の上記のような動向に変化が見られないことを指摘したうえで「中国の行動は社会主義の原則や理念と両立しない」と述べ、中国を「社会主義をめざす新しい探究が開始された国」と位置付けるのをやめる綱領案を提出した。同綱領改正案は2020年1月の党大会において採択され、その際に志位は「中国の党は社会主義・共産主義を名乗っているけれども、覇権主義・大国主義の行動、人権侵害の行動、これは共産党の名に値しない」と述べた。
2021年（令和3年）12月13日に2022年北京冬季五輪について「大会の開会・閉会式に政府代表を派遣することは、中国での人権抑圧の黙認となりかねない。」として政府代表者を送らない外交ボイコットを日本政府に求める考えを表明。
尖閣諸島問題については、1895年（明治28年）の日本による尖閣諸島領有の宣言は「無主の地の先占」という国際法上まったく正当な行為であり、「日清戦争で中国から奪った領土」という中国側の主張は下関条約とそれに関する交渉記録を見ても成り立たないとして日本の領土であることを言明している。また尖閣諸島をめぐる緊張状態の最大の原因は、日本が実効支配している領土を、力ずくで現状変更をしようとしている中国側にあるとしている。

### 韓国に対する見解
2006年（平成18年）9月に日本共産党党首として初めて韓国を訪問した。その訪韓の報告で志位は「韓国は、長らく『反共』を国是とし、軍事独裁政権が続いてきた国だったが、民主主義がダイナミックに発展し、『反共』の壁は、少なくとも日本共産党との交流ではほとんど感じないほどまでに崩れつつある」と述べた。またその時の韓国各界との交流から「歴史問題の解決、日本帝国主義の侵略戦争と植民地支配への反省が、日韓の本当の友好関係を築く上で土台である」ことを痛感したとしている。
2009年（平成21年）の在日本大韓民国民団の新年会に出席した際には副委員長（国際局長）緒方靖夫、参院議員（政策委員長）小池晃、参院議員井上哲士と共に「歴史の真実を日韓での共有が友好の基礎であり、日本共産党はそうした立場で活動しています」と述べた。
2010年（平成22年）8月15日の民団中央本部が開いた第65周年光復節中央記念式では「韓国併合条約は、日本が韓国に対して軍事的強圧によって一方的におしつけた不法・不当な条約です。侵略戦争と植民地支配を美化する歴史教科書問題を解決し、新しい世代に歴史の真実を伝えなければなりません。旧日本軍による「従軍慰安婦」問題等について、日本政府は謝罪と補償をおこない問題の真の解決をはかるべきです。」と挨拶し、拍手を受けた。
竹島問題については日本が領有権を主張することには歴史的な根拠があると考えるが、同島の日本への編入が行われた1905年（明治38年）という時期は、韓国が日本によって植民地化される過程にあり、韓国の外交権が奪われていたことも考慮して韓国側の主張もしっかり検討する必要があるとしている。

### 北朝鮮に対する見解
北朝鮮については「社会主義とは無縁の独裁専制体制」と批判している。
2015年11月7日にテレビ東京の番組に出演した際には、リアルの危険は北朝鮮や中国ではなく、自衛隊が中東・アフリカで一緒に戦争をやる事だ、という旨を述べている。北朝鮮が翌年1月6日に4回目の核実験を行うと、志位は「地域と世界の平和と安定に対するきわめて重大な逆行であり、北朝鮮の核開発の放棄を求めた累次の国連安保理決議、6カ国協議の共同声明、日朝平壌宣言に違反する暴挙である」、「国際社会が一致して、政治的外交的努力を強め、北朝鮮に核兵器を放棄させるための実効ある措置をとることを、強く求める」という声明を発したが、同年1月8日にBSフジ「BSフジLIVE プライムニュース 」に出演した際には反町理から「リアルの危険は北朝鮮や中国ではなく」の発言について撤回した方がいいのではないかと追及を受けた。これに対して志位は「安保法制＝戦争法の一番の具体的、現実的な危険はどこにあるのかという文脈で話した。北朝鮮の核開発が脅威でないというようなことをいったわけでは全くない。」と反論した。
核問題をめぐる北朝鮮への経済制裁には反対していないが、武力行使には一貫して反対している。また「圧力と同時に対話が必要」と主張し、安倍政権の取り組み方は「対話否定・圧力一辺倒」として批判している。

### ロシアに対する見解
2008年のロシアによるグルジア侵攻の際には「ロシアがグルジアに軍事侵攻し、グルジアの一部である南オセチアとアブハジアの『独立』に一方的な承認を与えたことは、主権、独立、領土保全を尊重するという国連憲章、国際法の原則に反する行動」「ロシアみずからがこれまで承認してきたグルジアの領土保全の誓約にも反する行動である」と批判した。
2014年のロシアのクリミア併合について「軍事的圧力の下での両地域の『独立』承認とロシア併合は、国連加盟国の主権、独立、領土保全を尊重するという国連憲章、国際法の原則に反した侵略行為そのものであり、断じて許されない。」「ロシア政府自身が一連の国際的な条約で繰り返し誓約してきたウクライナの主権、独立、領土保全、同国との国境の尊重にも反するものである」として批判した。
志位の主導で2017年に改定された日本共産党の綱領の「いくつかの大国で強まる大国主義・覇権主義は世界の平和と進歩への逆流」という表現は名指しこそされていないがロシアも念頭にしている。
2020年にウラジーミル・プーチンの長期続投を可能にしたり、北方領土を含む領土の割譲を禁止するロシア憲法の改正が行われたことについて「プーチン政権の覇権主義がむき出しの形であらわれたものであり、わが党として今回の憲法改定に強く抗議したい」と批判した。
2022年2月24日、ロシアによるウクライナ侵攻について「ウクライナの主権と領土を侵し、国連憲章、国際法を踏みにじる、まぎれもない侵略行為であり、断固糾弾する。ただちに軍事行動を止め、撤退させることを強く求める。」と批判した。
「北方領土」問題については「千島列島は1875年の樺太・千島交換条約で日本領と平和的に確定していたにもかかわらず、ソ連が米英と秘密協定を結んで『領土不拡大』の原則を無視して武力で奪い取り、サンフランシスコ講和条約において不当に放棄させられた領土」として、択捉島、国後島、色丹島、歯舞群島の所謂「北方四島」に限らず、占守島までの全千島列島を返還するようロシアに要求している（サンフランシスコ講和条約の不当性を主張せず「北方四島は千島列島に属さない」として北方四島の返還だけを求める日本政府の立場は採っていない）。
2022年4月7日にはロシアのウクライナ侵攻を踏まえて「主権侵害が起こった時は、自衛隊を含めてあらゆる手段を行使し、国民の命と日本の主権を守りぬくのが日本共産党」と述べたが、自衛隊の解消を掲げる共産党の綱領と矛盾しているとの批判をされている。
2022年5月4日より、ロシア連邦への日本政府の政策に対する報復措置に関してのロシア外務省声明によって、ロシア政府から入国禁止措置を受けた。

### 台湾に対する見解
中国共産党と日本共産党が決裂する前の2002年には、志位は中国共産党中央統一戦線工作部副部長に対して中国が主張する「一つの中国」支持を表明していた。志位の下で書記局長を務めた市田忠義も2005年に「一つの中国を台湾住民が受け入れるよう、台湾住民の民心の支持を獲得することが大事だ」と主張した。
しかし中国共産党と日本共産党が対立関係となった後には「一つの中国」を当然の前提とはしなくなり、台湾の将来については「台湾住民の自由に表明された民意が尊重されるべき」という以上のことは言及しなくなった。また台湾問題解決に非平和的な手段はあってはならないとし、中国が台湾に軍事的圧力・威嚇をかけることを批判している。一方で米国政府が台湾問題への軍事的関与を強化し、日本政府はそれに追従する姿勢をとっているとして日米両政府も「軍事対軍事の悪循環」に陥っているとして批判し、この問題の解決は対話による以外にはないとしている。

### 外国人地方参政権に対する見解
2009年に民団新年会に出席した際に地方参政権について「日本共産党は永住外国人に選挙権だけでなく被選挙権も付与する立場でがんばっています」と述べ、一日も早い立法のために努力すると約束した。

### 安全保障に対する見解
「日米安保条約反対」「自衛隊は憲法違反」という立場をとっている。ただし、自衛隊については即時廃止ではなく、国民の合意を得ながら段階的に解消するとしている。詳しくは日本共産党を参照（急迫不正の主権侵害があれば、自衛隊も活用するとした「自衛隊『活用』」論）。
2015年9月19日、参議院で安全保障関連法の採決を控えた頃、衆議院で内閣不信任決議案に賛成の立場から討論を行った。討論の中で安倍政権の3つの大罪
1. 憲法の平和主義を壊す、「海外で戦争する国」への暴走
2. 解釈改憲による立憲主義の根底からの破壊
3. 異論や批判に耳を傾けない民主主義否定の姿勢

を主張して野党席から大きな拍手が起こった。その一方で安全保障関連法は与党に採決された。
翌日の9月20日には最終的に安保法廃止で一致する政党・団体・個人による選挙協力を行う内容の国民連合政府構想の提案を行った。
2020年3月26日に立憲民主党や国民民主党に向けて出した見解『野党連合政権にのぞむ日本共産党の基本的立場―政治的相違点にどう対応するか』において、自衛隊について違憲の存在であり、将来的に国民の合意を得て9条完全実施（自衛隊廃止）を行うとする党の方針に変更はないが、共産党が参加する「連合政権」においては「自衛隊は合憲、集団的自衛権は違憲」との立場に立ち、集団的自衛権行使容認の閣議決定や安保法制など自衛隊の海外での武力行使につながる仕組みを廃止することに取り組むとしている。同じく日米安保について破棄を目指す党の方針に変更はないが、「連合政権」においては安保法制の破棄を前提として日米安保を「維持・継続」させるとし、日米安保破棄に向けた措置はとらないことを確認した。

#### 自衛隊海外派遣問題について
2005年のスマトラ沖地震、2008年の四川大地震の際には人道支援による自衛隊海外派遣を否定しない発言をしている。

#### 在日米軍基地に関して
2016年1月28日の衆議院本会議の代表質問で沖縄県民の度重なる新基地建設反対の民意が選挙結果によって示されたとして辺野古への新基地建設に強く抗議した。

### 2022年ロシアのウクライナ侵攻をめぐる憲法第9条について
2022年2月24日、志位が「プーチン氏のようなリーダーが選ばれても、他国への侵略ができないようにするための条項が、憲法9条なのです」とTwitterで述べた ことに対して、大阪市長で日本維新の会代表の松井一郎は、「志位和夫日本共産党委員長は、これまで9条で他国から日本が侵略されないと発言していたのでは？」と述べている。ツイッター上でも「外国が日本に攻めてきた場合はどうするのか？」などの批判が寄せられた。
自民党・衆院議員細野豪志は、「憲法9条があれば日本はウクライナのように他国から攻められることはないのかということ。答えはノーだ」「日本を守るのは自衛力と同盟、そして同志国の存在。志位和夫日本共産党委員長のロジックでは日本が他国に侵略されるための憲法9条になってしまう」と述べている。
2022年2月25日、NHK党参議院議員浜田聡は、「日本の隣国のロシア、中国、北朝鮮はいずれも核保有国であり、それぞれの国家には憲法9条と同じようなものは存在しない。現実を見ましょう。」と発言した。
2022年2月25日、池田信夫は、志位の発言を、「一見バカバカしいことを言っているようだが、これは意外に正しい。憲法9条は他国を侵略しないという約束であり、他国からの侵略を防ぐ規定ではない。日本は自衛権を放棄したからだ。これは1946年の帝国議会で、吉田茂首相が明確に答弁している。」と述べている。
2022年4月7日、志位は「相手が軍事や核兵器の論理で来たときに、同じ論理で対抗して『軍事対軍事』の悪循環に陥ることがいちばん危険だ。憲法9条を生かす外交戦略こそ、いま必要だ」と述べた。また憲法9条について「無抵抗主義ではなく、個別的自衛権は存在している。万が一、急迫不正の主権侵害が起こった場合には、自衛隊を含めてあらゆる手段を行使して、国民の命と日本の主権を守りぬくのが党の立場だ」と述べた。
2022年4月8日、元防衛相・自民党衆議院議員小野寺五典は、「共産党は自衛隊に対して厳しいことを主張してきた。今までと言っていることが全然違う。憲法違反と言いながら、百八十度違った評価だ」と述べている。この批判に対して、志位は10日の東京都内の演説会で「この方針は急に言い出したことではありません。今から22年前の2000年の第22回党大会で公式に決定し、04年に改定された綱領に書き込んでいる方針です。『全然違う』といいますが、小野寺が知らなかっただけです。他党の批判をするときには、勉強をしてからにしてほしい」と反論し、さらに、志位の発言を「ご都合主義」と非難した声があがっていることについて、「これも的外れです。世界に誇る憲法9条を将来にわたって守り生かすことと、国民の命を守りぬくための政治の責任を果たすことの両方を、統一的に追求するのが日本共産党の立場です。これこそ最も責任ある政治です」とも述べている。
2022年5月3日、憲法記念日の集会において、同席した立憲民主党衆院議員奥野総一郎が「ロシアよりも許せないのが今の与党だ。どさくさ紛れに、ウクライナの問題をだしにして、改憲に突き進もうという姿勢は許すわけにいかない」と批判したのを受けて、「危機に乗じた改憲は許さない、共闘してやっていこうという力強い話だった」と賛同した。

### 皇室について
2020年3月26日に立憲民主党や国民民主党に向けて出した見解『野党連合政権にのぞむ日本共産党の基本的立場―政治的相違点にどう対応するか』において、皇室について天皇条項を含めた憲法の全条項を守るが「国政に関する権能を有しない」の条文は厳格に適用し、天皇の政治利用と憲法精神からの逸脱を是正すると述べた。「連合政権」においてもその立場で臨むとし、天皇の閣僚認証については憲法の定める国事行為なので現行通り対応することを確認した。同時に将来の展望として「民主共和制の政治体制の実現をはかる」とし「皇室の存廃は機が熟した時に国民の総意によって解決される」としている。

### 労働者雇用問題について
2008年2月8日、衆議院予算委員会で質問に立ち、労働者派遣事業について規制強化を要求した。小泉政権の規制緩和により解禁された日雇い労働者について、日雇い労働者の劣悪な勤務実態の実例を列挙し、政府に規制強化を要求した。また、派遣労働者に過酷な労働を強いる労働者派遣業者や宅配業者の実名を挙げ、政府に対策を要望した。それに答えて内閣総理大臣の福田康夫が厚生労働省の研究会に規制強化を検討させる考えを表明した。質疑の様子はYouTubeなどにアップロードされ多数閲覧された。ニコニコ動画では投稿3日でコメント数が4,000件を超える など、大きな反響を呼んだ。
2008年12月11日、記者会見で、大企業などによる中途解雇や雇い止めに対して非正規労働者らが労働組合などを結成し、撤回を求めていることについて「労働者の社会的反撃が始まった。労働者が団結して不当な首切りから雇用を守る闘いが発展することは大事。我が党は今、労働者が反撃に立ち上がる流れに強く連帯して闘いを展開していきたい」と語り、積極支援する姿勢を強調した。ただし、労働組合の関係者からリストラ阻止に向けた取り組みを求められた際、拒絶したことがある。
2015年2月23日、衆議院予算委員会で長時間労働の問題について審議を行った。審議の中で日本経団連・経済同友会役員企業35社の残業上限協定のデータを取り上げ、33社が月45時間の大臣告示を超えた協定、28社が政府が「過労死ライン」と定める月80時間以上の協定を結んでいる実態を明らかにした。この審議の中で志位は「月45時間の大臣告示の規制を法律化し法的拘束力を持ったものにすべき」と主張した。

### 選択的夫婦別姓制度について
選択的夫婦別姓制度導入には賛成の立場をとる。「本当の意味での両性の平等、個人の尊厳、基本的人権の観点から認めるべきだ」と述べた。

### LGBT・SOGIについて
LGBT・SOGI差別解消の法律の制定が必要としている。また、同性カップルの法律婚（同性結婚）を認める民法改正に賛成している。
ただし日本共産党は同性愛者に対して「不道徳」「退廃」というレッテルを貼って非難してきた歴史があり、それについて志位は2020年に「間違いであった」と述べた。

### 原子力発電について
反原発の立場をとる。原子力発電所再稼働に反対し、「即時原発ゼロ」の政治決断が必要としている。
社会民主党の福島瑞穂から「共産党は核の平和利用について認めてきた」と追及された際には「核エネルギーの平和利用の将来にわたる可能性、その基礎研究までは否定しない。」「将来、新しい知見が出るかもしれない。その可能性までふさいでしまうのはいかがかという考えである」「現在の科学と技術の発展段階では、『安全な原発などありえない』と言っている」と答えている。

### 消費税について
消費税を「個人消費と内需に冷水を浴びせ、所得の低い層ほど重い負担を強いられる福祉破壊税である」として批判している。安倍内閣による二度の消費税増税（2014年の8%、2019年の10%への増税）にいずれも強く反対し、消費税の廃止を要求している。

### 死刑制度について
アムネスティ・インターナショナルからの2022年（令和4年）の候補者アンケートに死刑制度は廃止する方向で検討を進めるべきだという設問に対して賛成と答えている。2023年（令和5年）1月30日にはツイッターにおいて、平野啓一郎の『死刑について』から「人を殺してはいけないということは絶対的な禁止であるべきだということです」を引用し、死刑廃止を考える根本的視点と思うと述べている。

### 受動喫煙問題について
受動喫煙防止を目的に原則屋内禁煙とする健康増進法改正に賛成の立場をとっている。2017年に行われた公開アンケートにおいて「日本はたばこ規制枠組み条約を批准していますが、屋内全面禁煙を義務づける法律を持っていません。国民の健康を守るためにも受動喫煙対策を抜本的に強化していくことが必要で、公衆が集まる場所の屋内全面禁煙、医療機関や学校の敷地内禁煙を罰則付きで定める法律を早期に制定することが求められています」と回答している。

## 人物
- 平和を願って「和夫（かずお）」と名付けられたといい[95]、周囲の人たちからは「和ちゃん」と呼ばれて可愛がられていた[96]。
- 身長は180センチメートルである[97]。
- 音楽は趣味を超えた「人生の一部」「生涯の一部」と語り、ピアノも演奏する。クラシック音楽鑑賞ではシューベルト、ショスタコーヴィチをはじめ幅広く好きとのことである。朝日ニュースター「ばばこういちのジャーナリズム最前線」のインタビューでは、シューベルトのドイツリートが好きと答えていた。高校時代はオーケストラ部に所属しピアノとヴァイオリンを演奏し[98]、作曲家の道を本気で考え、大学進学時ピアノと物理学のどちらをとるか迷ったというエピソードもある[95]。結婚式では妻とともにピアノを連弾した。2018年に開かれた「JCPサポーターまつり」では、ショパンの「別れのワルツ」を、2019年の国民民主党代表玉木雄一郎との党首会談ではショパンのマズルカ第17番を演奏した（玉木は河島英五の「酒と泪と男と女」を演奏）[99]。演歌なども聴き、八代亜紀のファン。
- 好きな動物は猫で5匹も飼っていた。
- 「好きなドラマは『宮廷女官チャングムの誓い』」でイ・ヨンエの大ファンである。同番組は毎回欠かさず見ていると同時に単行本所有していることを、韓国訪問時にインタビューで答えている[100]。また、NHK連続テレビ小説「マッサン」についても「ビデオ録画してでも絶対見ています。面白い。ヒロインのシャーロット・ケイト・フォックスが良いよね。日本語が全然分からないところから頑張っている」と語っている[101]。ロマン・ロランを愛読書とする[102]。
- 横澤彪（元フジテレビプロデューサー）と神崎武法（元公明党代表）は千葉高校・東京大学の先輩である。なお、横澤はフジテレビ在籍中に赤旗（現・しんぶん赤旗）のインタビューを受けた事がある[103]。
- 安倍晋三は同い年で当選同期であり、個人的関係は悪くなかった。国会内での挨拶回りなどの際、安倍とのみ和やかな会談になると報じられることもあった[104]。ただし、政治の上での批判は徹底しており、安倍内閣を「戦後最悪の反動政権」と評している[105]。

## 家族･親族
実父は元・千葉県船橋市議会議員（日本共産党）の志位明義（1929年 - 2005年）であり、両親とも教員で日本共産党員であった。旧日本陸軍中将志位正人（1889年10月22日 - 1945年5月6日）は実祖父、第二次世界大戦終戦時の日本軍第3方面軍参謀（少佐）でシベリア抑留後は外務省職員でありラストヴォロフ事件によりソ連の工作員（KGBのスパイ）であった事が発覚した志位正二は伯父。曽祖父は第百五十一国立銀行取締役兼支配人や十八銀行熊本支店長を務めた志位一蔵。

## 所属団体・議員連盟
- 平和・民主・革新の日本をめざす全国の会（代表世話人）
- 日中友好議員連盟（副会長）[108]
- 日韓議員連盟（顧問）[109]
- 原発ゼロの会
- アムネスティ議員連盟
- 2003年、静岡空港建設反対の国会議員署名活動で署名者に加わっている[110]。

## 選挙歴
| 当落 | 選挙                   | 執行日         | 年齢 | 選挙区             | 政党       | 得票数    | 得票率 | 定数 | 得票順位 /候補者数 | 政党内比例順位 /政党当選者数 |
| ---- | ---------------------- | -------------- | ---- | ------------------ | ---------- | --------- | ------ | ---- | ------------------ | ---------------------------- |
| 当   | 第40回衆議院議員総選挙 | 1993年07月18日 | 38   | 旧千葉1区          | 日本共産党 | 9万8297票 | 11.49% | 5    | 5/9                | /                            |
| 当   | 第41回衆議院議員総選挙 | 1996年10月20日 | 42   | 比例南関東ブロック | 日本共産党 |           |        | 23   | /                  | 1/3                          |
| 当   | 第42回衆議院議員総選挙 | 2000年06月25日 | 45   | 比例南関東ブロック | 日本共産党 |           |        | 21   | /                  | 1/2                          |
| 当   | 第43回衆議院議員総選挙 | 2003年11月09日 | 49   | 比例南関東ブロック | 日本共産党 |           |        | 22   | /                  | 1/1                          |
| 当   | 第44回衆議院議員総選挙 | 2005年09月11日 | 51   | 比例南関東ブロック | 日本共産党 |           |        | 22   | /                  | 1/1                          |
| 当   | 第45回衆議院議員総選挙 | 2009年08月30日 | 55   | 比例南関東ブロック | 日本共産党 |           |        | 22   | /                  | 1/1                          |
| 当   | 第46回衆議院議員総選挙 | 2012年12月16日 | 58   | 比例南関東ブロック | 日本共産党 |           |        | 22   | /                  | 1/1                          |
| 当   | 第47回衆議院議員総選挙 | 2014年12月14日 | 60   | 比例南関東ブロック | 日本共産党 |           |        | 22   | /                  | 1/3                          |
| 当   | 第48回衆議院議員総選挙 | 2017年10月22日 | 63   | 比例南関東ブロック | 日本共産党 |           |        | 22   | /                  | 1/2                          |
| 当   | 第49回衆議院議員総選挙 | 2021年10月31日 | 67   | 比例南関東ブロック | 日本共産党 |           |        | 22   | /                  | 1/1                          |
| 当   | 第50回衆議院議員総選挙 | 2024年10月27日 | 70   | 比例南関東ブロック | 日本共産党 |           |        | 23   | /                  | 1/1                          |

## 党委員長就任以来の党勢
| 選挙                     | 当選者数 | 前回選挙との差（人） | 比例区得票率 | 前回選挙との差（ポイント） |
| ------------------------ | -------- | -------------------- | ------------ | -------------------------- |
| 第19回参議院議員通常選挙 | 5        | -10                  | 7.91%        | -6.69                      |
| 第43回衆議院議員総選挙   | 9        | -11                  | 7.76%        | -3.47                      |
| 第20回参議院議員通常選挙 | 4        | -1                   | 7.80%        | -0.11                      |
| 第44回衆議院議員総選挙   | 9        | ±0                   | 7.25%        | -0.51                      |
| 第21回参議院議員通常選挙 | 3        | -1                   | 7.48%        | -0.32                      |
| 第45回衆議院議員総選挙   | 9        | ±0                   | 7.03%        | -0.22                      |
| 第22回参議院議員通常選挙 | 3        | ±0                   | 6.10%        | -1.38                      |
| 第46回衆議院議員総選挙   | 8        | -1                   | 6.13%        | -0.90                      |
| 第23回参議院議員通常選挙 | 8        | +5                   | 9.68%        | +3.58                      |
| 第47回衆議院議員総選挙   | 21       | +13                  | 11.37%       | +5.24                      |
| 第24回参議院議員通常選挙 | 6        | -2                   | 10.74%       | +1.06                      |
| 第48回衆議院議員総選挙   | 12       | -9                   | 7.90%        | -3.47                      |
| 第25回参議院議員通常選挙 | 7        | +1                   | 8.95%        | -1.79                      |
| 第49回衆議院議員総選挙   | 10       | -2                   | 7.25%        | -0.65                      |
| 第26回参議院議員通常選挙 | 4        | -2                   | 6.8%         | -2.15                      |

## 著書
演説内容を本にまとめたものが多い。
- 『激動する世界と科学的社会主義』新日本出版社、1991年2月10日。ISBN 4-406-01929-4。
- 『科学的社会主義とは何か』新日本出版社、1992年。ISBN 4-406-02064-0。
- 『歴史の促進者として』新日本出版社、1992年。ISBN 4-406-02116-7。
- 『21世紀をめざして ―志位和夫 演説・論戦集―』新日本出版社、1995年。ISBN 4-406-02349-6。
- 『科学・人生・生きがい』新日本出版社、1997年。ISBN 4-406-02523-5。
- 『“自共対決” ―志位和夫国会論戦集―』新日本出版社、1998年。ISBN 4-406-02581-2。
- 『民主日本への提案』新日本出版社、2000年。ISBN 4-406-02715-7。
- 「議会制民主主義の諸問題について〔含 質疑応答〕 / 志位 和夫」『前衛 : 日本共産党中央委員会理論政治誌』第749号、日本共産党中央委員会、13–39頁、2002年3月1日。
- 『歴史の本流にたつ党の真価を発揮する』日本共産党中央委員会出版局、2002年。ISBN 4530015327。
- 『歴史の激動ときりむすんで』新日本出版社、2002年。ISBN 4-406-02946-X。
- 『希望ある流れと日本共産党』新日本出版社、2003年。ISBN 4-406-02986-9。
- 『職場問題学習・交流講座への報告・まとめ』日本共産党中央委員会出版局、2006年。ISBN 4-530-01562-9。
- 『教育基本法改定のどこが問題か』新日本出版社、2006年。ISBN 4-406-03305-X。
- 『韓国・パキスタンを訪問して』新日本出版社、2006年。ISBN 978-4406033244。
- 『日本共産党とはどんな党か』新日本出版社、2007年。ISBN 978-4406050180。
- 『ベトナム友好と連帯の旅』新日本出版社、2007年。ISBN 978-4406050395。
- 『人間らしい労働を―たたかいで道を開こう』新日本出版社、2009年。ISBN 978-4406052283。
- 『危機をのりこえて新しい日本を―震災、原発、日本の前途を語る 日本共産党創立89周年 (文献パンフ)』日本共産党中央委員会出版局、2011年。ISBN 978-4530016168。
- 『歴史に学び、新しい歴史をつくろう―日本共産党創立90周年』日本共産党中央委員会出版局、2012年。ISBN 978-4530016182。
- 『領土問題をどう解決するか―尖閣、竹島、千島』新日本出版社、2012年。ISBN 978-4406056571。
- 『綱領教室〈第1巻〉』新日本出版社、2013年。ISBN 978-4406056786。
- 『綱領教室〈第2巻〉』新日本出版社、2013年。ISBN 978-4406056847。
- 『綱領教室〈第3巻〉』新日本出版社、2013年。ISBN 978-4406056861。
- 『戦争か平和か―歴史の岐路と日本共産党』新日本出版社、2014年。ISBN 978-4406058223。
- 『歴史の偽造は許されない―「河野談話」と日本軍「慰安婦」問題の真実 (文献パンフ)』日本共産党中央委員会出版局、2014年。ISBN 978-4530016403。
- 『「核兵器のない世界」をどう実現するか―「核兵器禁止条約の国連会議」に参加して』日本共産党中央委員会出版局、2017年。ISBN 978-4530016663。
- 『天皇の制度と日本共産党の立場』日本共産党中央委員会出版局、2019年。ISBN 978-4530016830。
- 『共闘の4年間と野党連合政権への道―日本共産党創立97周年記念講演 (文献パンフ)』日本共産党中央委員会出版局、2019年。ISBN 978-4530016847。
- 『改定綱領が開いた「新たな視野」』新日本出版社、2020年。ISBN 978-4406064767。
- 『コロナ危機をのりこえ、新しい日本と世界を―改定綱領を指針に 日本共産党創立98周年記念講演 (文献パンフ)』日本共産党中央委員会出版局、2020年。ISBN 978-4530016922。
- 『パンデミックと日本共産党の真価―日本共産党創立99周年記念講演』日本共産党中央委員会出版局、2021年。ISBN 978-4530016991。
- 『新・綱領教室(上)──2020年改定綱領を踏まえて』新日本出版社、2022年。ISBN 978-4406066709。
- 『新・綱領教室(下)──2020年改定綱領を踏まえて』新日本出版社、2022年。ISBN 978-4406066716。

## 出演

### テレビ
- 日経スペシャル カンブリア宮殿 「志位和夫が語る"ルールある資本主義"とは」（2009年1月19日、テレビ東京）- 日本共産党委員長として出演[111]。
- サンデープロジェクト
- 日曜討論
- プライムニュース
- 報道1930
- モー。たいへんでした

### 映画
- 劇場版 センキョナンデス